# Жебракування з тваринами
Жебракува́ння з твари́нами — оманливе жебракування з використанням тварин під виглядом збору коштів на їхнє годування і утримання, які при цьому не витрачаються за призначенням.
Даний вид жорстокого поводження з тваринами набув поширення в кінці XX — початку XXI століття, поряд з іншими формами жебрацтва, що використовує для цих же цілей людей.
Як правило, жебраки перетримують тварин протягом недовгого терміну (близько декількох днів), не забезпечуючи їжею, водою і медичним доглядом, після чого тварина викидається, потім найчастіше вмирає. Іноді тварина взагалі не перетримується, а викидається під кінець дня. Відзначено випадки знаходження великих партій викинутих таким чином тварин.
Іноді жебрацтво супроводжується перекупництвом тварин — спробою продати частину тварин перехожим, які бажають їх придбати. Часто відсутність вакцинації і карантину тягне за собою інфекції, що проявляються у тварини протягом наступних декількох днів.
Найчастіше жебраки з тваринами використовують кошенят і цуценят як найбільш доступних і нешкідливих тварин. Тварин беруть у людей, які бажають прилаштувати потомство своїх домашніх вихованців (безкоштовно, або взявши гроші з власника під виглядом витрат на догляд), або підбирають на вулиці безпритульних тварин.